# Ненштеттен
Ненштеттен (нім. Neenstetten) — громада в Німеччині, знаходиться в землі Баден-Вюртемберг. Підпорядковується адміністративному округу Тюбінген. Входить до складу району Альб-Дунай.
Площа — 8,30 км2. Населення становить 823 ос. (станом на 31 грудня 2020).